# Filip Malbašić
Filip Malbašić (en serbe en écriture cyrillique : Филип Малбашић) est un footballeur serbe né le 18 novembre 1992 à Belgrade en Yougoslavie (auj. en Serbie). Il évolue au poste d'ailier.

## Biographie
Filip Malbašić participe au championnat d'Europe des moins de 19 ans 2011 avec la sélection serbe. Son équipe atteint le stade des demi-finales, en se faisant éliminer par la Tchéquie.

## Palmarès

### En club
Vierge

### Distinction personnelle
- Membre de l'équipe de la saison du championnat serbe (en) en 2017 (en) (avec le Vojvodina Novi Sad)